# 이성종
이성종(李成種, 1993년 9월 3일 ~ )은 대한민국의 보이 그룹 인피니트의 서브보컬을 맡고 있다.

## 학력
- 금부초등학교 (졸업)
- 치평중학교 (졸업)
- 전주예술고등학교 방송문화예술과 (졸업)
- 한국영상대학교 연기학과 (전문학사)
- 한국영상대학교 연기학과 (학사)
- 세종대학교 일반대학원 영화예술학 (석사)

## 음반 외 활동

### 방송
| 연도 | 방송사   | 장르              | 프로그램명          | 방송 기간                        | 역할      | 비고 |
| ---- | -------- | ----------------- | ------------------- | -------------------------------- | --------- | ---- |
| 2011 | 투니버스 | 예능 / 버라이어티 | 막이래쇼            | 5월 20일 ~ 7월 29일              | 이성종 역 |      |
| 2011 | E채널    | 예능 / 버라이어티 | 사생결단 1%         | 6월 27일 ~ 9월 22일              |           |      |
| 2014 | Mnet     | 예능 / 버라이어티 | 슈퍼 아이돌 차트쇼  | 2014년 8월 1일 ~ 2015년 2월 13일 |           |      |
| 2015 | MBC      | 예능 / 버라이어티 | 진짜 사나이         | 6월 8일 ~ 7월 26일               |           |      |
| 2015 | KBS      | 예능 / 버라이어티 | 위기탈출넘버원      | 2015년 10월 11일                 |           |      |
| 2016 | SBS      | 예능 / 버라이어티 | 정글의 법칙 in 통가 | 3월 4일 ~ 4월 1일                |           |      |
| 2016 | tvN      | 예능 / 버라이어티 | 수요미식회          | 12월 28일                        |           |      |
| 2017 | SBS Plus | 예능 / 버라이어티 | 스타그램 시즌2      | 4월 18일 ~ 7월 4일               |           |      |
| 2018 | tvN      | 예능 / 버라이어티 | 수요미식회          | 8월 2일                          |           |      |
| 2018 | 채널A    | 예능 / 버라이어티 | 팔아야 귀국         | 9월 22일 ~ 12월 23일             |           |      |
| 2023 | 유튜브   | 예능              | 선미의 SHOW 터뷰    | 4월 6일                          |           |      |
| 2025 | 유튜브   | 예능              | 집대성              | 3월 7일                          |           |      |

### 3영화
- 《모자산책》 (2022년) - 성종 역

### 뮤직비디오
| 연도   | 월  | 곡 제목 | 재생 시간 | 관련음반                        | 비고  |
| ------ | --- | ------- | --------- | ------------------------------- | ----- |
| 2010년 | 3월 | Run     | 3:46      | 에픽하이 스페셜 앨범 'Epilogue' | [ 2 ] |

### 홍보대사
- 2011년 - 2011~2014 교복 엘리트 광고모델
- 2012년 - 2012 의류 브랜드 EDIQ 광고모델
- 2012년 - 2012 유니세프 We are Strong 홍보대사
- 2012년 - 2012 부산 롯데호텔 홍보모델
- 2012년 - 2012 삼성 갤럭시 플레이어 5.8 광고모델
- 2013년 - 2013 삼성 갤럭시 노트3, 갤럭시 기어 브랜드송
- 2013년 - 2013~2015 롯데 펩시 광고모델
- 2013년 - 2013 롯데 나뚜루팝 광고모델
- 2015년 - 2015 KBEE 한류 상품 박람회 홍보대사
- 2015년 - 2015 캐릭터 라인선싱 페어 홍보대사
- 2016년 - 2016~ 홍대 아만티 호텔 홍보모델

### 캠페인
- 유니세프(UNICEF) 생일기부 캠페인[3]